# Prix littéraires 1962
Liste des prix littéraires décernés au cours de l'année 1962 :

## Prix internationaux
- Prix Nobel de littérature : John Steinbeck ( États-Unis)[1]
- Grand prix de littérature du Conseil nordique : Eyvind Johnson, Le Temps de Sa grâce (Hans nådes tid) -  Suède
- Grand prix littéraire d'Afrique noire : Cheikh Hamidou Kane (Sénégal) pour L'Aventure ambiguë.

## Allemagne
- Prix Georg-Büchner : Wolfgang Koeppen[2]

## Belgique
- Prix Victor-Rossel : Maud Frère pour Les Jumeaux millénaires

## Canada
- Prix du Gouverneur général :
  - Catégorie « Romans et nouvelles de langue anglaise » : Kildare Dobbs pour Running to Paradise
  - Catégorie « Romans et nouvelles de langue française » : Jacques Ferron pour Contes du pays incertain
  - Catégorie « Poésie ou théâtre de langue anglaise » : James Reaney pour Twelve Letters to a Small Town et The Killdeer and Other Plays
  - Catégorie « Poésie ou théâtre de langue française » : Jacques Languirand pour Les Insolites, suivi de Les Violons de l'automne
  - Catégorie « Études et essais de langue anglaise » : Marshall McLuhan pour The Gutenberg Galaxy (La Galaxie Gutenberg)
  - Catégorie « Études et essais de langue française » : Gilles Marcotte pour Une littérature qui se fait

## Chili
- Prix national de Littérature : Juan Guzmán Cruchaga (es) (1895-1979)

## Corée du Sud
- Prix Dong-in : Lee Ho-cheol pour 닳아지는 살들
- Prix de littérature contemporaine (Hyundae Munhak) :
  - Catégorie « Poésie » : Lee Jong-hak pour 피의 꿈속에서
  - Catégorie « Roman » : Lee Ho-cheol pour 板門店

## Danemark
- Prix Hans Christian Andersen : Meindert DeJong (États-Unis)

## Espagne
- Prix Nadal : José María Mendiola, pour Muerte por fusilamiento
- Prix Planeta : Ángel Vázquez, pour Se enciende y apaga una luz
- Prix national de Narration : Juan Antonio Zunzunegui (es), pour El premio
- Prix national de poésie : Manuel Alcántara (es), pour Ciudad de entonces
- Prix Adonáis de Poésie : Jesús Hilario Tundidor, pour Junto a mi silencio

## États-Unis
- National Book Award : 
  - Catégorie « Fiction » : Walker Percy pour The Moviegoer (Le Cinéphile)
  - Catégorie « Essais » : Lewis Mumford pour The City in History (La Cité à travers l'Histoire)
  - Catégorie « Poésie » : Alan Dugan pour Poems
- Prix Hugo :
  - Prix Hugo du meilleur roman :  En terre étrangère (Stranger in a Strange Land) par Robert A. Heinlein
  - Prix Hugo de la meilleure nouvelle courte : Le Monde vert (the “Hothouse” series) par Brian Aldiss
- Prix Pulitzer :
  - Catégorie « Fiction » : Edwin O'Connor pour The Edge of Sadness (L'Instant de vérité)
  - Catégorie « Biographie et Autobiographie » : non décerné
  - Catégorie « Essai » : Theodore White pour The Making of the President, 1960
  - Catégorie « Histoire » : Lawrence H. Gipson pour The Triumphant Empire: Thunder-Clouds Gather in the West, 1763–1766
  - Catégorie « Poésie » : Alan Dugan pour Poems
  - Catégorie « Théâtre » : Frank Loesser et Abe Burrows pour How to Succeed in Business Without Really Trying

## Finlande
- Prix Aleksis-Kivi : Juha Mannerkorpi
- Prix Kalevi-Jäntti : Väinö Kirstinä pour Väinö Kirstinä, Pentti Konttinen pour Huomenta kaupunki
- Prix Eino-Leino : Pertti Nieminen
- Prix national de littérature : Rabbe Enckell pour Essay om livets framfart,  Eeva Joenpelto pour Kipinöivät vuodet,  Veijo Meri pour Sujut,  Eila Pennanen pour Kaksin,  Lauri Viita pour Suutarikin suuri viisas
- Prix littéraire de la ville de Tampere : Kalle Päätalo pour Selkosen kansaa, Hannu Salama pour Se tavallinen tarina, Lomapäivä
- Prix Tollander : Bo Carpelan
- Prix Rudolf-Koivu : Maija Karma pour Pien Hauska de Kaija Pakkanen
- Prix Topelius : Merja Otava pour Minä, Annika ÄP
- Prix Mikael-Agricola : Eila Pennanen
- Médaille Anni-Swan : non décerné
- Prix d'écriture Juhana-Heikki-Erkko : non décerné

## France
- Prix Goncourt : Anna Langfus pour Les Bagages de sable (Gallimard)
- Prix Médicis : Colette Audry pour Derrière la baignoire (Gallimard)
- Prix Renaudot : Simonne Jacquemard pour Le Veilleur de nuit (Le Seuil)
- Prix Interallié : Henri-François Rey pour Les Pianos mécaniques, Robert Laffont
- Grand prix de littérature de l'Académie française : Luc Estang
- Grand prix du roman de l'Académie française : Christian Murciaux pour Notre-Dame des désemparés (Plon)
- Prix des libraires : Jean Anglade pour La Foi et la Montagne
- Prix des Deux Magots : Loys Masson pour Le Notaire des Noirs
- Prix du Roman populiste : Bernard Clavel pour La Maison des autres
- Prix Heredia : Gilbert de Chambertrand pour D’Azur et de Sable

## Italie
- Prix Strega : Mario Tobino, Il clandestino (Mondadori)
- Prix Bagutta : Giuseppe Dessì, Il disertore, (Feltrinelli)
- Prix Napoli : Michele Prisco, La dama di piazza, (Rizzoli)
- Prix Viareggio : Giorgio Bassani, Il giardino dei Finzi Contini

## Monaco
- Prix Prince-Pierre-de-Monaco : Gilbert Cesbron[3]

## Royaume-Uni
- Prix James Tait Black :
  - Fiction : Ronald Hardy pour Act of Destruction
  - Biographie : Meriol Trevor pour Newman: The Pillar and the Cloud et Newman: Light in Winter
- Prix WH Smith : J. R. Ackerley pour We Think the World of You
- Prix John-Llewellyn-Rhys : Robert Rhodes James pour An Introduction to the House of Commons et Edward Lucie-Smith pour A Tropical Childhood and Other Poems'
- Médaille Carnegie : Pauline Clarke pour The Twelve and the Genii[4]
- Prix Rose-Mary-Crawshay : Barbara Hardy pour The Novels of George Eliot[5]
- Prix Somerset-Maugham : Hugh Thomas pour The Spanish Civil War[6]